# GrIDsure
GrIDsure est un système d'authentification qui substitue la saisie du code secret (généralement un code NIP) par un code PIP « Personal Identification Pattern ». Il s'agit d'une forme qui sera reproduite sur une grille de chiffres aléatoirement distribués (généralement matrice 5x5).
Comme tout système de simplification des codes, il réduit considérablement la force des secrets car le nombre de formes généralement utilisées est très limité (quelques vecteurs dans un dictionnaire). Cette faiblesse l'exclut de toute utilisation de traitement à forte confidentialité, mais peut être utile dans le cadre des outils peu confidentiels où il supprime l'action des enregistreurs de frappe(keylogger).
GrIDsure a été créé en novembre 2005 par Stephen Howes et Jonathan Craymer à l'Université de Cambridge.